# Дудников, Николай Николаевич
Никола́й Никола́евич Ду́дников (1865 — после 1917) — член III Государственной думы от Херсонской губернии.

## Биография
Православный. Потомственный дворянин. Землевладелец Херсонской губернии (4000 десятин).
Окончил Ришельевскую гимназию в Одессе и Харьковский университет по юридическому факультету (1889).
По окончании университета поселился в своем имении при селе Остаповке, Херсонского уезда, и посвятил себя сельскому хозяйству. В 1892—1897 годах служил земским начальником и содействовал открытию ряда земских школ в своем уезде. С 1890 года избирался гласным Херсонского уездного и губернского земских собраний, а с 1897 года — и почетным мировым судьей.
В 1907 году был избран в члены III Государственной думы от съезда землевладельцев Херсонской губернии. Входил во фракцию октябристов. Состоял членом земельной комиссии.
По окончании срока депутатских полномочий вернулся в родную губернию. Избирался депутатом дворянства Херсонского уезда.
Судьба после 1917 года неизвестна. Был женат.